# Park Jin-young (cantante)
Park Jin-young (en hangul, 박진영; en hanja, 朴珍榮; Jinhae-gu, Changwon, 22 de septiembre de 1994), más conocido por su nombre monónimo Jinyoung (en hangul, 진영), es un cantante, compositor, MC, bailarín, modelo y actor surcoreano. Es miembro del dúo JJ Project y miembro activo del grupo Got7. Debutó como actor en Dream High 2 (2012) seguido de los roles secundarios en When a Man Falls in Love (2013) y Mi amada Eun-dong (2015). Debutó en cine con la película independiente A Stray Goat (2016).
Originalmente debutó bajo el nombre de Jr. ya que comparte su nombre real con el fundador de JYP Entertainment. El 5 de mayo de 2015,  lo cambió a Junior debido a la confusión de los fanáticos y medios de comunicación sobre la correcta pronunciación y desde el 16 de agosto de 2016, se hizo oficial que usaría su nombre de nacimiento, Park Jinyoung.

## Carrera
El 28 de enero de 2021 se unió a la agencia BH Entertainment. previamente formó parte de la agencia JYP Entertainment (2012-2021).

### 2011─2014: Debut y principios de carrera
En 2011, Jinyoung obtuvo el papel de Jung Ui Bong en el drama televisivo Dream High 2. El drama comenzó a emitirse el 30 de enero de 2012 en KBS. El 29 de febrero, Park lanzó la canción «We Are The B» para la banda sonora del drama, junto con Jinwoon, Kang So Ra y Kim Ji Soo.
En mayo de 2012, Jinyoung y su compañero de agencia JB debutaron como miembros del dúo JJ Project con el álbum JJ Project Slot Machine. El vídeo musical oficial para la canción «Bounce» fue lanzado el 19 de mayo, y el dúo empezó las promociones para «Bounce» en M! Countdown el 24 de mayo.
El 11 de marzo de 2013, fue anunciado que Jinyoung aparecería como Ddol Yi en el nuevo drama de MBC, Cuando un hombre ama. Su compañero de banda JB también obtuvo un papel en el drama, que fue emitido en veinte episodios comenzando el 3 de abril. El 24 de diciembre de 2013, los dos miembros de JJ Project debutaron como parte de un grupo de chicos de siete miembros llamado Got7. El grupo lanzó su primer EP, Got It?, el 20 de enero de 2014 con éxito de ventas. Park también hizo la coreografía para una de las canciones, «Follow Me».

### 2015─presente: Programas y debut en el cine
Aparte de las actividades junto a Got7, Park ha participado en varios proyectos de música y actuación. En 2015, obtuvo un papel secundario en el drama Mi amada Eun Dong, el cual fue emitido por JTBC desde el 29 de mayo al 18 de julio. El mismo año en marzo, fue contratado como anfitrión oficial para M! Countdown junto a Key de SHINee, el miembro de su grupo BamBam y Lee Jung Shin de CNBLUE. Park dejó su puesto en marzo del 2016 para centrarse en Got7 y las actividades de grupo incluyendo el primer tour mundial del grupo, Fly Tour.
En 2016, Park fue anunciado como actor principal en la película A Stray Goat, dirigido por Cho Jae Min. La película trata de un estudiante, interpretado por Park, que se muda a la ciudad de Goseong donde conoce a una chica, interpretada por la actriz Ji Woo, quién es una marginada debido a sospechas sobre su padre. La película tuvo su estreno mundial en el Festival de Cine Internacional de Jeonju. Fue una de las tres películas para el Proyecto de Cine de Jeonju. En septiembre del 2016,  obtuvo un papel secundario en el drama The Legend of the Blue Sea donde retrata la versión adolescente del personaje de Lee Min Ho, quién es el protagonista de la serie. A pesar de la corta aparición de Park en el drama, consiguió ganar elogios por parte de la audiencia por interpretar el personaje de manera exitosa. 
El 1 de febrero de 2017, SBS anunció que Jinyoung, Doyoung de NCT, y Jisoo de Blackpink fueron escogidos como los nuevos MCs del programa musical Inkigayo. El 1 de marzo de 2017, la película A Stray Goat, fue estrenada con Jinyoung como el personaje principal Jo Min Sik.
El 11 de marzo de 2019 se unió al elenco principal de la serie He Is Psychometric donde dio vida a Lee Ahn, un joven que tiene la capacidad de leer los secretos de cada una de las personas cuando las toca y que se enamora de Yoon Jae-in (Shin Ye-eun), hasta el final de la serie el 30 de abril del mismo año.
En abril de 2020 se unió al elenco de la serie When My Love Blooms (también conocida como "The Most Beautiful Moment in Life") donde interpretó a Han Jae-hyun de joven, papel interpretado por el actor Yoo Ji tae de adulto.
El 3 de julio de 2021 se unió al elenco principal de la serie The Devil Judge donde da vida a Kim Ga-on, un joven, resistente y paciente juez asociado que brilla como el único rayo de esperanza en un mundo distópico, quien a pesar de haber perdido a sus padres cuando era niño y pasar una infancia difícil, trabajó duro para conseguir su primer nombramiento como juez.
En julio del mismo año se confirmó que se había unido al elenco de la serie Yumi's Cells donde interpretará a Yoo Ba-bi, el segundo novio de Yumi.En mayo del mismo año se anunció que se uniría al elenco de la película High Five.Ese mismo año se unió al elenco de la película Yaksha: operaciones despiadadas, donde interpretará a Jung Dae, el miembro más joven del equipo Black Team, que se dedica a realizar operaciones encubiertas en el extranjero para los servicios de inteligencia surcoreanos.

## Composiciones
La primera canción escrita por Park, se tituló «이 별», también conocido en inglés como «This Star», fue lanzada en el álbum recopilatorio de Got7, Mad Winter Edition. El quinto miniálbum del grupo, Flight Log: Departure, incluye su segunda composición, titulada «못하겠어» (en inglés: «Can't»). La canción habla sobre la cuestión de dejar o no dejar todo por la persona que amas. Park coescribió la pista con Distract y Secret Weapon. En una entrevista con Joon Choi (Distract), alabó la dedicación de Park y su habilidad para componer. Choi también mencionó que Park es uno de los artistas que superó sus expectativas porque lo impresionó con sus habilidades en el estudio a pesar de no ser el vocalista principal del grupo. Para el segundo álbum de estudio de Got7, Flight Log: Turbulence, Park contribuyó en la canción «Mayday», donde una vez más, coescribió con Distract y Secret Weapon. Más recientemente, Park coescribió una canción para el miniálbum del 2017 de Got7, Flight Log: Arrival, titulada «Paradise», trabajando por tercera vez con Distract y Secret Weapon.

## Filmografía

### Cine
| Año  | Título                          | Papel                    | Notas        | Ref.          |
| ---- | ------------------------------- | ------------------------ | ------------ | ------------- |
| 2017 | A Stray Goat                    | Jo Min-sik               | Protagonista |               |
| 2018 | Home 2: The Boov Sequel         | Jo Young-mik             | Protagonista |               |
| 2021 | Yaksha: operaciones despiadadas | Jung Dae                 |              | [ 41 ] [ 42 ] |
| 2022 | Christmas Carol                 | Joo Il-woo / Joo Wol-woo | Protagonista | [ 43 ]        |

### Series de televisión
| Año  | Título                               | Papel                                  | Cadena      | Notas                                       | Ref.                 |
| ---- | ------------------------------------ | -------------------------------------- | ----------- | ------------------------------------------- | -------------------- |
| 2012 | Dream High 2                         | Jung Ui Bong                           | KBS2        | Personaje secundario                        |                      |
| 2013 | Cuando un hombre ama                 | Ddol Yi                                | MBC         | Personaje secundario                        |                      |
| 2015 | Dream Knight                         | Junior                                 | Youku Tudou | Serie web sinocoreana de JYPE y Youku Tudou |                      |
| 2015 | Mi amada Eun Dong                    | Park Hyun Soo                          | JTBC        | Versión más joven del protagonista          |                      |
| 2016 | La leyenda del mar azul              | Heo Joon-jae adolescente/Kim Dam-ryung | SBS         | Versión más joven del protagonista          |                      |
| 2019 | He Is Psychometric                   | Lee Ahn                                | tvN         | Prrotagonista                               |                      |
| 2019 | Melting Me Softly                    | Jang Woo-shin                          | tvN         | Aparición especial, ep. 14                  | [ 44 ]               |
| 2020 | When My Love Blooms                  | Han Jae-hyun (de joven)                | tvN         | Coprotagonista                              | [ 45 ]               |
| 2021 | The Devil Judge                      | Kim Ga-on                              | tvN         | Coprotagonista                              | [ 46 ] [ 47 ] [ 48 ] |
| 2021 | Yumi's Cells                         | Yoo Ba-bi (Bobby)                      | tvN         | Secundario, ep. 8-14                        | [ 49 ] [ 50 ]        |
| 2022 | Yumi's Cells 2                       | Yoo Ba-bi (Bobby)                      | tvN         | Coprotagonista                              |                      |
| 2022 | The Youngest Son of a Chaebol Family | Shin Gyeong-min                        | JTBC        | Aparición especial, episodio 1              |                      |
| 2025 | La bruja                             | Lee Dong-jin                           | Channel A   | Prrotagonista                               | [ 51 ] [ 52 ] [ 53 ] |
| 2025 | Nuestro Seúl por descubrir           | Lee Ho-soo                             | tvN         | Protagonista                                | [ 54 ] [ 55 ]        |

### Programas de variedades

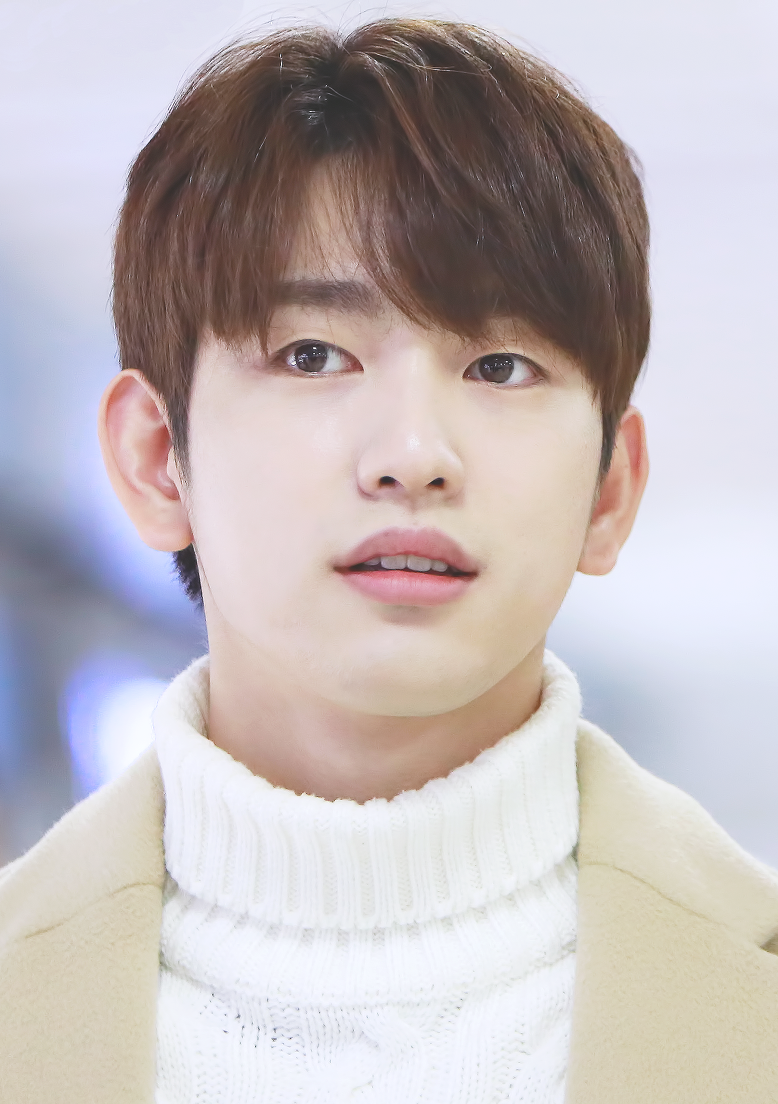
Park Jin-young en diciembre de 2017.

| Año       | Cadena | Programa             | Notas                                                | Ref           |
| --------- | ------ | -------------------- | ---------------------------------------------------- | ------------- |
| 2015-2016 | Mnet   | M! Countdown         |                                                      |               |
| 2016      | Mnet   | I Can See Your Voice | Ep. 1 (temporada 3), miembro del panel de detectives |               |
| 2017      | SBS    | Inkigayo             |                                                      | [ 56 ]        |
| 2018      | MBC    | King of Mask Singer  | Concursó como "Hollywood Rabbit" (ep. 179-180)       | [ 57 ]        |
| 2019      |        | Mafia Game In Prison | Invitado                                             | [ 58 ]        |
| 2019      | SBS    | Running Man          | Invitado                                             | [ 59 ] [ 60 ] |
| 2021      | MBC    | I Live Alone         | Invitado                                             | [ 61 ]        |

### Presentador
| Año  | Título                 | Función                               | Ref.   |
| ---- | ---------------------- | ------------------------------------- | ------ |
| 2019 | 2019 KBS Song Festival | copresentador - junto a Shin Dong-yup | [ 62 ] |

### Apariciones en vídeos musicales
| Año  | Título      | Artista    | Ref    |
| ---- | ----------- | ---------- | ------ |
| 2010 | «Tasty San» | San E      |        |
| 2014 | «Feel»      | Lee Jun Ho | [ 63 ] |
| 2015 | «Speed Up»  | Melody Day | [ 64 ] |

### Revistas / sesiones fotográficas
| Año  | Título   | Notas  |
| ---- | -------- | ------ |
| 2021 | GQ Korea | [ 65 ] |

## Discografía

### Aparición en banda sonora
| Año  | Título                    | Posición | Ventas (DL)    | Álbum            |
| Año  | Título                    | COR      | Ventas (DL)    | Álbum            |
| ---- | ------------------------- | -------- | -------------- | ---------------- |
| 2012 | «B급 인생 (We are the B)» | 13       | - COR: 600 203 | Dream High 2 OST |

## Premios y nominaciones
| Año  | Premio                       | Categoría                            | Trabajo nominado    | Resultado |
| ---- | ---------------------------- | ------------------------------------ | ------------------- | --------- |
| 2020 | Asian Artist Award           | Potencial Actor Award                | When My Love Blooms | Ganador   |
| 2020 | Asian Artist Award           | Popular Actor Award                  | When My Love Blooms | Ganador   |
| 2019 | StarsHub Night of Stars 2019 | Favorite Korean Drama Male Character | He Is Psychometric  | Ganador   |
| 2017 | 53.er Baeksang Arts Awards   | Actor más Popular (Película)         | A Stray Goat        | Nominado  |
| 2017 | 12.º Max Movie Awards        | Estrella en Ascenso                  | A Stray Goat        | Pendiente |